# یوهانس فریدریش
یوهانس فریدریش (به آلمانی: Johannes Friedrich) (زادهٔ ۲۷ اوت ۱۸۹۳ - درگذشتهٔ ۱۲ اوت ۱۹۷۲) هیتی‌شناس و نویسندهٔ آلمانی بود. ایشان مولف کتاب زبان‌های خاموش (آلمانی:Entzifferung Verschollener Schriften und Sprachen) است که به چندین زبان از جمله فارسی برگردانیده شده است.